# 行政鎮區
行政鎮區（英語：Civil township）為一個廣泛用於美国的地方行政單位，其單位設置於县之下。新英格蘭鎮、紐約州以及威斯康辛州等地區所使用的行政單位「城鎮」（town）與有設置行政鎮區的州份同等級。美国人口调查局將行政鎮區歸為小行政單位。當前美國共有20個州有設置行政鎮區。
鎮區的職能與組織形式通常由一個管理委員會（其名稱因州而異）、書記或受託人所監督。鎮區的行政人員通常包含太平紳士、道路專員、稅務評估員、警員以及測量員等。在20世紀時，許多鎮區機關也加入了鎮區行政官員或監督來作為其管理委員會的行政人員。在某些情況下，鎮區機關可以管理當地的图书馆、提供老年人服務、青年人服務、身心障礙者服務、緊急援助甚至是墓園服務等。

## 有設置行政鎮區的州
截至2012年，美國共有21個州有設置行政鎮區，這20個州總共劃分成16,360個城鎮或鎮區：
- 康乃狄克州（英语：List of townships in  Connecticut）
- 伊利諾伊州（英语：List of townships in Illinois）
- 印第安納州（英语：List of townships in Indiana）
- 堪薩斯州（英语：List of townships in Kansas）
- 缅因州（英语：List of townships in Maine）
- 马薩諸塞州（英语：List of townships in Massachusetts）
- 密歇根州（英语：List of townships in Michigan）
- 明尼蘇達州（英语：List of townships in Minnesota）
- 密蘇里州（英语：List of townships in Missouri）
- 內布拉斯加州（英语：List of Nebraska townships）
- 新罕布什尔州（英语：List of townships inNew Hampshire）
- 新澤西州（英语：List of townships in New Jersey）
- 纽约州（英语：List of townships in  New York）
- 北達科他州（英语：List of townships in North Dakota）
- 俄亥俄州（英语：List of townships in Ohio）
- 賓夕法尼亞州（英语：List of townships in Pennsylvania）
- 罗德岛州（英语：List of townships in Rhode Island）
- 南達科他州（英语：List of townships in South Dakota）
- 佛蒙特州（英语：List of municipalities in Vermont）
- 犹他州（英语：List of municipalities in Utah）
- 威斯康辛州（英语：List of towns in Wisconsin）

## 無設置行政鎮區的州
截至2012年，美國共有29個州無設置行政鎮區：
- 阿拉巴馬州
- 阿拉斯加州
- 亞利桑那州
- 阿肯色州（英语：List of Arkansas townships）
- 加利福尼亚州
- 科羅拉多州
- 特拉華州
- 佛羅里達州
- 喬治亞州
- 夏威夷州
- 愛達荷州
- 愛荷華州
- 肯塔基州
- 路易斯安那州
- 馬里蘭州
- 密西西比州
- 蒙大拿州
- 內華達州
- 新墨西哥州
- 北卡羅萊納州
- 俄克拉荷馬州
- 俄勒岡州
- 南卡羅萊納州
- 田納西州
- 德克萨斯州
- 弗吉尼亞州
- 華盛頓州
- 西弗吉尼亞州
- 懷俄明州

## 外部連結
- National Association of Towns and Townships （页面存档备份，存于）
- U.S. Census Bureau, Geographic Areas Reference Manual - Chapter 8: County Subdivisions